# GPR150
GPR150 (англ. G protein-coupled receptor 150) – білок, який кодується однойменним геном, розташованим у людей на короткому плечі 5-ї хромосоми. Довжина поліпептидного ланцюга білка становить 434 амінокислот, а молекулярна маса — 46 353.
| 10         |  | 20         |  | 30         |  | 40         |  | 50         |
| ---------- |  | ---------- |  | ---------- |  | ---------- |  | ---------- |
| MEDLFSPSIL |  | PPAPNISVPI |  | LLGWGLNLTL |  | GQGAPASGPP |  | SRRVRLVFLG |
| VILVVAVAGN |  | TTVLCRLCGG |  | GGPWAGPKRR |  | KMDFLLVQLA |  | LADLYACGGT |
| ALSQLAWELL |  | GEPRAATGDL |  | ACRFLQLLQA |  | SGRGASAHLV |  | VLIALERRRA |
| VRLPHGRPLP |  | ARALAALGWL |  | LALLLALPPA |  | FVVRGDSPSP |  | LPPPPPPTSL |
| QPGAPPAARA |  | WPGERRCHGI |  | FAPLPRWHLQ |  | VYAFYEAVAG |  | FVAPVTVLGV |
| ACGHLLSVWW |  | RHRPQAPAAA |  | APWSASPGRA |  | PAPSALPRAK |  | VQSLKMSLLL |
| ALLFVGCELP |  | YFAARLAAAW |  | SSGPAGDWEG |  | EGLSAALRVV |  | AMANSALNPF |
| VYLFFQAGDC |  | RLRRQLRKRL |  | GSLCCAPQGG |  | AEDEEGPRGH |  | QALYRQRWPH |
| PHYHHARREP |  | LDEGGLRPPP |  | PRPRPLPCSC |  | ESAF       |  |            |

A: Аланін

C: Цистеїн

D: Аспарагінова кислота

E: Глутамінова кислота

F: Фенілаланін

G: Гліцин

H: Гістидин

I: Ізолейцин

K: Лізин

L: Лейцин

M: Метіонін

N: Аспарагін

P: Пролін

Q: Глутамін

R: Аргінін

S: Серин

T: Треонін

V: Валін

W: Триптофан

Кодований геном білок за функціями належить до рецепторів, g-білокспряжених рецепторів, білків внутрішньоклітинного сигналінгу. 
Локалізований у клітинній мембрані, мембрані.